# Loma de Xocuapa
Loma de Xocuapa är en ort i Mexiko.   Den ligger i kommunen Tlaquilpa och delstaten Veracruz, i den sydöstra delen av landet, 230 km öster om huvudstaden Mexico City. Loma de Xocuapa ligger 2 570 meter över havet och antalet invånare är 328.
Terrängen runt Loma de Xocuapa är huvudsakligen kuperad, men österut är den bergig. Runt Loma de Xocuapa är det ganska tätbefolkat, med 93 invånare per kvadratkilometer. Närmaste större samhälle är Xoxocotla, 3,5 km nordväst om Loma de Xocuapa. Omgivningarna runt Loma de Xocuapa är en mosaik av jordbruksmark och naturlig växtlighet.